# بانشو نو گوکو
بانشو نو گوکو (به ژاپنی: 蛮社の獄 Bansha no goku) به معنی کیفرخواست جامعه برای مطالعات غربی (یا بربرها))، به سرکوب ۱۸۳۹ دانشمندان مطالعات غربی (رانگاکو) توسط دولت شوگون‌سالاری توکوگاوا در ژاپن اشاره دارد.
انتقاد از سیاست انزوای ساکوکو به دلیل اقداماتی مانند حادثه موریسون هنگامی که یک کشتی تجاری غیرمسلح آمریکایی تحت فرمان دستور دفع کشتی‌های خارجی به آتش کشیده شد منجر به به وجود آمدن این سرکوب شد.
از جمله کسانی که از این سرکوب آسیب دیدند، واتانابه کازان، تاکانو چوئی و کوسکی سانئی بودند.